# 太陽系戦隊 ガルダン
太陽系戦隊 ガルダン（たいようけいせんたいガルダン）は、アリイ（有井製作所、現・マイクロエース）が1981年春から発売していたSFロボットプラモデルのシリーズ。

## 概要
ガンプラブームに便乗したプラモデル。新規に設計されたキットではなく、1975年のロボットブーム時期に製作された商品「合体ロボシリーズ」の金型をそのまま流用して再発売された。そのため、頭部の意匠やアウトラインは『マジンガーZ』や『ゲッターロボ』、『電人ザボーガー』など一昔前のキャラクターを模倣したものとなっている。
ガンプラに見せるために箱絵をそっくりにデザインし、下半身はほぼガンプラそのままに描かれているが、実際のキットとは大きく異なっている（パッケージに「このキットはイラストと多少異なるところもあります。」との注意書きがある）。ガンプラ同様、パイロットもアニメ絵で脇に描かれていた（クルーと表記）。
キットそのものは長靴を履いたようなデザインで、下半身に可動箇所は一箇所もない。ボディと両腕のジョイントには輪ゴムを使用しているため、経年劣化で両腕がもげることもある。上半身と下半身が分離でき、はずした上半身の代わりに大型の砲（「コスモビーム」、「コスモミサイル」と呼称、バネ式ミサイル）を装備できた。
以前にはボートに上半身を装着する「合体ロボボート」や、『スター・ウォーズ・シリーズ』の便乗商品である「宇宙スーパーコンボイシリーズ」として販売されていた。「Oh!!アニメスケール」と表記されており、1/500というスケールに設定されている。

## 主なシリーズ

### ロボットシリーズ
最強戦士ドン
ドン・ホフマン操縦のロボット。箱絵では白い手足、顔に青い胴体、赤いソールとガンダムを模倣した配色になっている。両手はドリルであり先端はスプリングにより発射可能だった（ほかの3体も同ギミック、以前のキットではメッキ処理が施されていた）。キットは長靴を履いたような脚になっている。合体ロボシリーズでは「ファイアーロボ」、スーパーコンボイシリーズでは「ランダムRD4」という名前だった。
超鋼戦士ガン
ガン・ラミウ操縦のロボット。箱絵では緑の体色であり量産型ザクを模倣している。両手はペンチとナイフで取り外し可能。キットはザボーガーのような断面の丸い蛇腹状の手足となっている。合体ロボシリーズでは「アイアンロボ」（このため、下腹部に「A」のモールドがある）、スーパーコンボイシリーズでは「マグナムMN2」という名前だった。
戦略戦士バク
バク・サラバン操縦のロボット。箱絵では全身赤く塗られておりシャア専用ザクを模倣している。マジンガーのような頭部を持ち、両手はドリルで背中に羽根がある。合体ロボシリーズでは「パイルダーロボ」、スーパーコンボイシリーズでは「ラリヤードRY3」という名前だった。
電磁戦士マグ
マグ・ジライオン操縦のロボット。箱絵では青と黒に塗りわけられグフ、及び量産型ズゴックを模倣している。背中にコウモリのような羽根があり、頭部にも耳のような突起がある。両手はガンと同じペンチにナイフ。合体ロボシリーズでは「マッハロボ」、スーパーコンボイシリーズでは「アンドロメーダAM5」という名前だった。

### 戦車シリーズ
特殊重戦車ゴムル
ドンと合体する戦車。動輪のサイズが前後で違うキャタピラを有しており（ポリ製ではなく一体成型、コロ走行）、車体前部にドリルを装備している。
機動戦車ダムラ
ガンと合体する戦車。車体前部に丸いハサミ状のアームを装備している。
突撃戦車ベラダ
バクと合体する戦車のはずだが、箱絵の説明ではドン・ホフマン操縦となっている（箱絵にはバク操縦のバク・サラバンが描かれている）。車体前部に3本のスパイクを有している。
歯光戦車ジラン
マグと合体する戦車。車体前部に丸ノコを装備。
※戦車は前述の上半身、下半身の合体機構を活かして、車体中央のドームを取り外してロボットの上半身やコスモビーム砲を装備可能。キットはクリアパーツで成型されていた。以前の合体ロボシリーズでは内部メカがメッキパーツで、ゼンマイ走行だった。1/500のロボットと合体するのにもかかわらずスケールは1/100。このほか、合体ロボシリーズでは、ロボットの上半身がボートに合体した、水上航行のできる「合体ロボボート」もあったが、こちらはガルダンシリーズとしては発売されなかった。

## ガルダン・ガム
ニッシン商事から1981年秋ごろに発売されていた食品玩具。ガムのおまけにガルダンシリーズのプラモデルが付属していた。前述のガルダンシリーズと同じ名前だが、まったく異なるデザインの8体がリリースされていた。これらのおまけは、アリイが1976年に販売していた「UFO基地軍団シリーズ」のロボットの金型を一部改修して流用し、武装を追加した物で、このキットは「ザ★アニメージシリーズ」のミクロ・スーツとしてさらに流用された（各ロボットの名称は異なる）。
- 最強戦士ドン
- 超鋼戦士ガン
- 戦略戦士バク
- 電磁戦士マグ
- 特殊重戦士ゴムル
- 局地戦士ダムラ
- 突撃戦士ベラダ
- 重機戦士ジラン